# Gröna hissen (pjäs)

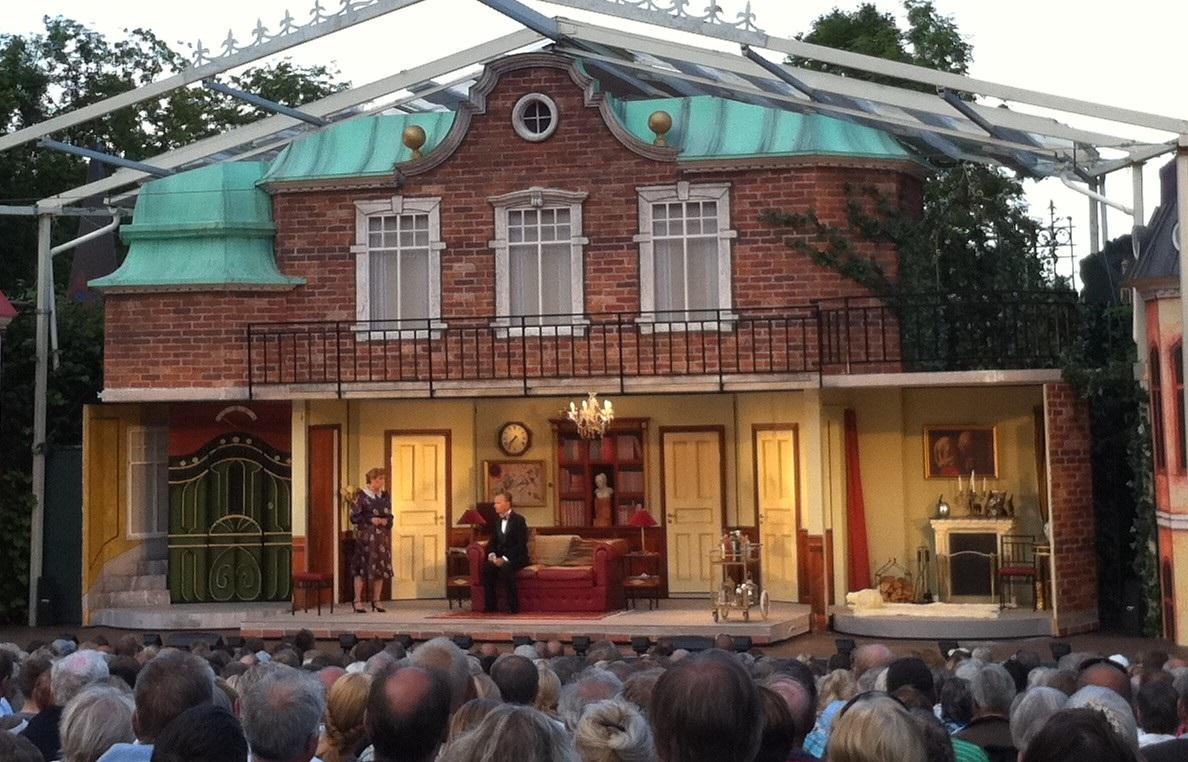
Eva Rydberg och Johan Ulveson i Gröna hissen på Fredriksdalsteatern, 2010.
Denna föreställning har också filmatiserats och visats i tv.

Gröna hissen (Fair and Warmer) är en amerikansk pjäs (fars) skriven år 1915 av Avery Hopwood.
Pjäsen hade sin urpremiär i USA år 1918 och sin Sverigepremiär år 1921 på Vasateatern med Gösta Ekman d.ä. i den manlige huvudrollen som Billy. Han gjorde sådan stor succé i rollen och spelade den så många gånger att drinken Gröna hissen (dryck) skapades till hans ära. Sedan dess har den populära farsen spelats flera gånger runt om i landet. Ännu mer spelad är pjäsen i Danmark.

## Handling
Vännerna Billy och Lillan känner sig försummade av sina respektive partners, Lollie och Jack. För att försöka göra dem svartsjuka låtsas de vara otrogna med varandra. I väntan på att deras respektive ska komma hem och "upptäcka dem" beslutar de att liva upp stämningen lite grand med att blanda till några drinkar i all enkelhet. Pjäsen börjar i Billys och Lollies våning i New York och fortsätter i Billys sovrum morgonen därpå.

## Svenska uppsättningar
En svensk filmversion gjordes 1944 med Sickan Carlsson och Max Hansen i huvudrollerna; de skulle några år senare även komma att spela pjäsen på scen mot varandra.
1962 gjorde Gröna hissen på Nya Scalateatern i Stockholm; då var Hopwoods pjäs försedd med tio nyskrivna visor av Beppe Wolgers och Olle Adolphson. Jan Malmsjö gjorde Billy mot Annalisa Ericssons Lilian, medan deras respektive gjordes av Hans Lindgren och Inger Juel. Föreställningen regisserades av Leif Amble-Næss och blev en stor framgång med 183 spelade föreställningar. 1971 gjordes pjäsen på Maximteatern i regi och översättning av Isa Quensel med Sven Lindberg och Anna Sundqvist i huvudrollerna. 1991 satte Hans Bergström upp den på Vasateatern med Olof Thunberg och Eva Bysing i huvudrollerna; deras respektive gjordes då av Lena Söderblom och Nils Eklund. Quensels översättning från 1971 hade bearbetats av Björn Barlach.
Efter att ha fört en tynande tillvaro dammades pjäsen av 1996 av Jan Richter som bearbetade originalpjäsen och förlade den till Malmö i den mycket hyllade versionen på Palladium i Malmö 1997. Huvudrollerna gjordes av Eva Rydberg och Sven Melander. Sommaren 2010 repriserade Rydberg sin roll på Fredriksdalsteatern, då mot Johan Ulveson.
2003 spelades pjäsen under titeln Bubbeltrubbel i regi av Staffan Götestam på Maximteatern.

## Kända uppsättningar
- 1932 - Vasateaterns uppsättning med Gösta Ekman d.ä. (och Ester Sahlin  ??)
- 1948 - Riksteaterns uppsättning med Max Hansen och Sickan Carlsson (premiär 2 april).
- 1962 - Scalateaterns uppsättning med Jan Malmsjö och Annalisa Ericson i regi av Leif Amble-Naess
- 1996 - Malmö-uppsättningen med Sven Melander och Eva Rydberg. Premiär fredagen den 29 november ( -27 april 1997; Palladium).
- 2010 - Fredriksdalsteaterns uppsättning med Johan Ulveson och Eva Rydberg.